# Société Nationale de Radiodiffusion et de Télévision
De Société Nationale de Radiodiffusion et de Télévision (afgekort als SNRT) is de publieke omroep van Marokko. Zoals in Nederland zijn er kleinere omroepen (zenders) onder één grote omroep.

## Televisiezenders van de SNRT
- SNRT 1: Al Aoula - publieke familiezender, nationale staatszender
- SNRT 3: Arryadia - sportzender, bestaande uit Arriadya, Arriadiya HD en Arriadya +1, zendt o.a. de GNF 1, de Engelse Premier League, UEFA Champions League, Wimbledon, de Olympische Spelen etc. uit.
- SNRT 4: Arrabia - een educatieve zender, vergelijkbaar met Discovery Channel
- SNRT 5: Al Maghribia - een internationale satellietzender met het beste van Al Aoula en 2M TV, vergelijkbaar met BVN-TV en de Franse TV5 Monde.
- SNRT 6: Assadissa - een religieuze zender
- SNRT L: Al Aoula-Laayoune TV - een regionale omroep van Al Aoula voor de Westelijke Sahara.
- SNRT 7: Aflam TV - een filmzender vergelijkbaar met Film1 dat op abonnement kan worden bekeken, met 24 uur per dag topfilms.
- SNRT 8: Tamazight 8 - publieke familiezender uitsluitend in het Berbers.

Al Aoula is een tweetalige zender: er wordt Arabisch en Frans gesproken.
Alleen van de journaals worden er behalve Arabische en Franse nieuwsuitzendingen ook nog Spaanse en Berberse nieuwsuitzendingen uitgezonden speciaal voor het noorden, het voormalige Spaans-Marokko, en de Spaanse enclaves Ceuta en Melilla.